# Districte de Dhubri
El districte de Dhubri és una divisió administrativa d'Assam amb capital a Dhubri. Es va formar el 1983 quan el districte de Goalpara es va dividir.
La superfície és de 2.838 km² i la població d'1.637.344 habitants (2001).
Les muntanyes principals són poc importants, sent les més rellevants Tokorabandha, Dudhnath, Chandardinga, Boukuamari, Boropahar i Chakrasila, totes al nord-est del districte. El Brahmaputra creua el districte d'est a oest i en la zona hi ha els afluentes Champabati, Gourang, Gadadhar, Gangadhar, Tipkai, Sankosh, Silai, Jinjiram i altres menors.
Administrativament està format per tres subdivisions:
- 1. Dhubri (Sadar)
- 2. Bilasipara
- 3. South Salmara-Hatsingimari-Mankachar

14 blocs de desenvolupament:
- Agomoni
- Bilashipara
- Birsing Jarua
- Chapar Salkocha
- Debatoli
- Fekamari
- Gauripur
- Golokganj
- Jamadarhat
- Mahamaya
- Mancachar
- Nayar Alga
- Rupshi
- South Salmara

I 7 tahsils (amb 2 subtahsils)
- Agamoni
- Golokganj
- Dhubri
- Bagribari
- Bilasipara
- Chapar
- South Salmara
  - Mankachar
  - Hatsingimari

També té 8 thanes o estacions de policia i 4 viles urbanes 1360 pobles.

## Llocs d'interès
- Rangamati amb la mesquita de Panbari
- Mahamaya Dham
- Gurdwara Sri Guru Tegh Bahadur Sahib
- Chakrasila Wildlife Sanctuary
- Florican Garden
- Panchpeer Dargaha

## Galeria

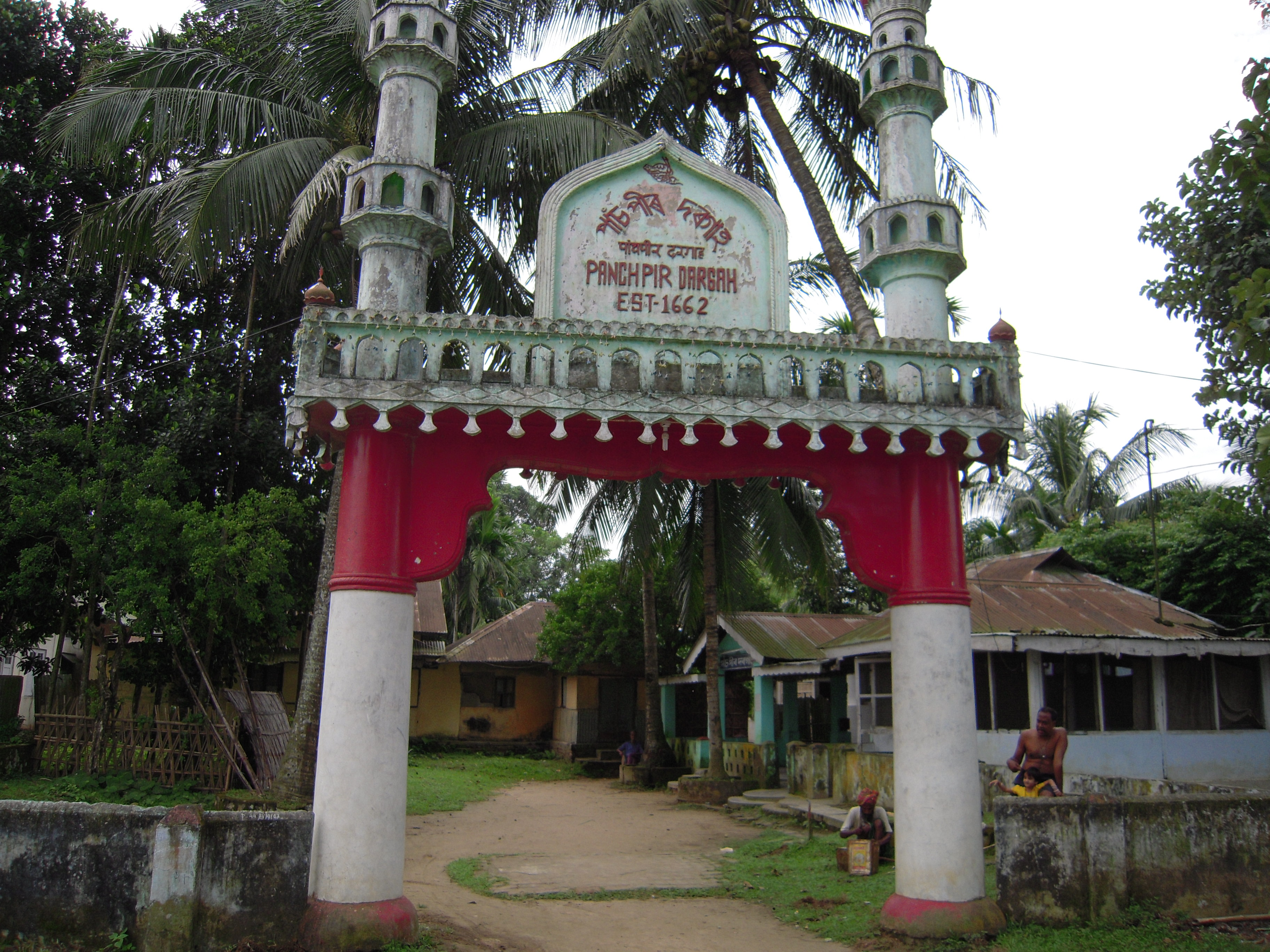
Panchpir Dargah a Dhubri
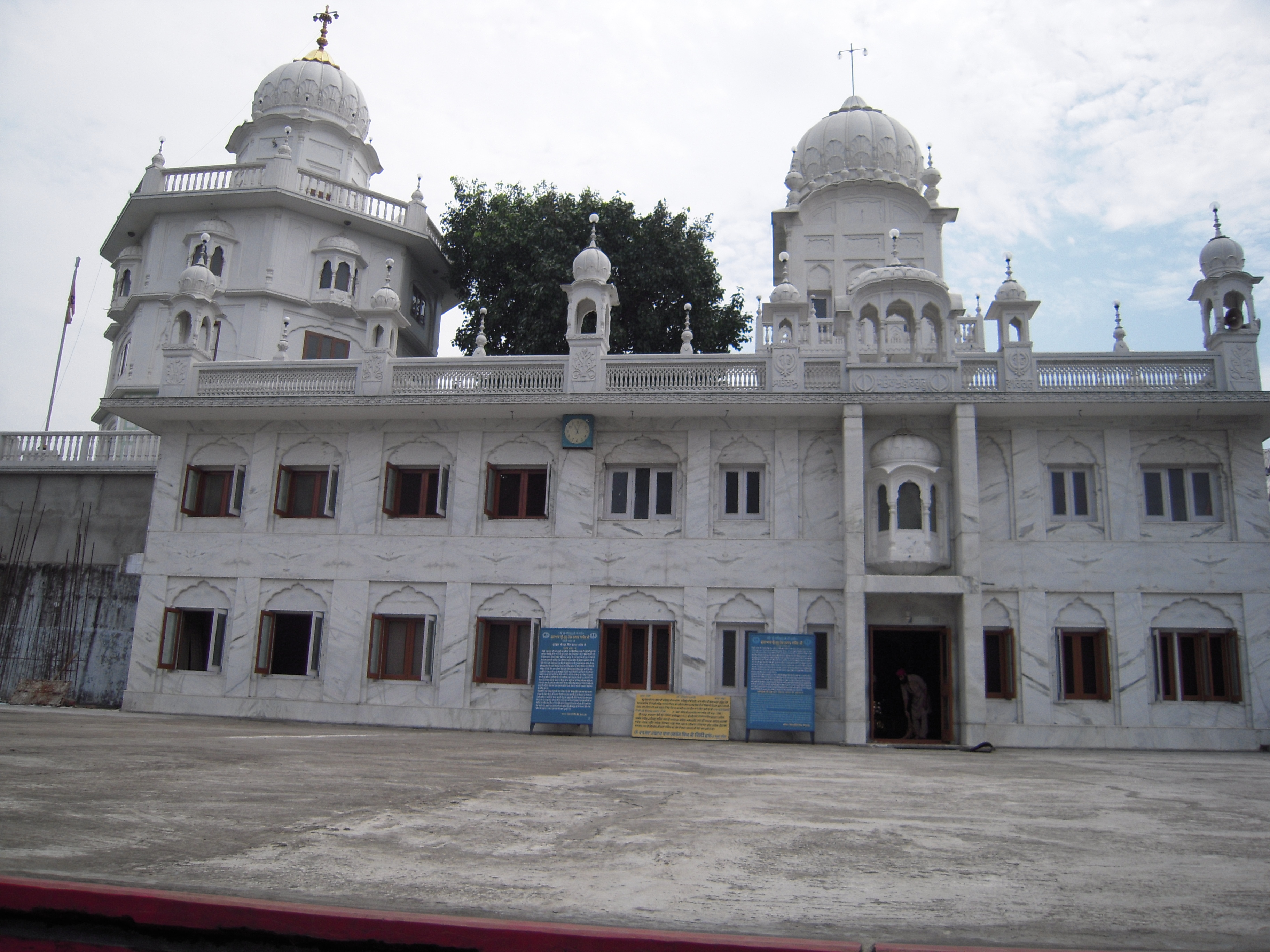
Gurdwara Sri Guru Tegh Bahadur Sahib a Dhubri
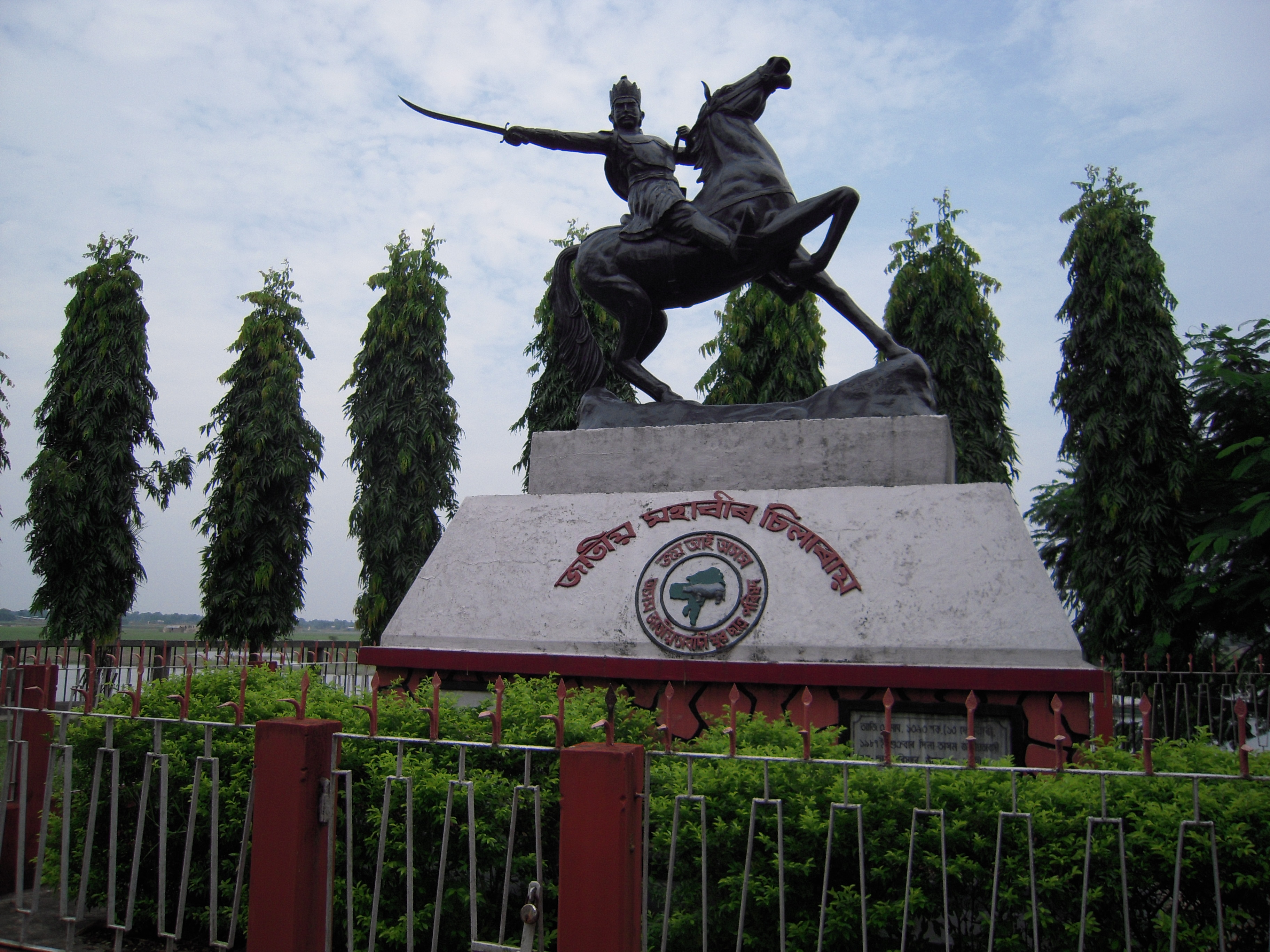
Chilarai a Dhubri